# Skate America de 2000
O Skate America de 2000 foi a décima nona edição do Skate America, um evento anual de patinação artística no gelo organizado pela United States Figure Skating Association, e que fez parte do Grand Prix de 2000–01. A competição foi disputada entre os dias 26 de outubro e 29 de outubro, na cidade de Colorado Springs, Colorado, Estados Unidos.

## Eventos
- Individual masculino
- Individual feminino
- Duplas
- Dança no gelo

## Medalhistas
| Evento                        | Ouro                                             | Prata                                            | Bronze                                      |
| Individual masculino detalhes | Timothy Goebel · Estados Unidos                  | Alexei Yagudin · Rússia                          | Todd Eldredge · Estados Unidos              |
| Individual feminino detalhes  | Michelle Kwan · Estados Unidos                   | Sarah Hughes · Estados Unidos                    | Elena Sokolova · Rússia                     |
| Duplas detalhes               | Jamie Salé · David Pelletier · Canadá            | Shen Xue · Zhao Hongbo · China                   | Tatiana Totmianina · Maxim Marinin · Rússia |
| Dança no gelo detalhes        | Barbara Fusar-Poli · Maurizio Margaglio · Itália | Margarita Drobiazko · Povilas Vanagas · Lituânia | Shae Lynne Bourne · Victor Kraatz · Canadá  |

## Resultados

### Individual masculino
| Pos.              | Nome                | Nacionalidade  | Pontos | PC | PL |
| ----------------- | ------------------- | -------------- | ------ | -- | -- |
| Medalha de ouro   | Timothy Goebel      | Estados Unidos | 2.0    | 2  | 1  |
| Medalha de prata  | Alexei Yagudin      | Rússia         | 2.5    | 1  | 2  |
| Medalha de bronze | Todd Eldredge       | Estados Unidos | 5.5    | 5  | 3  |
| 4                 | Emanuel Sandhu      | Canadá         | 5.5    | 3  | 4  |
| 5                 | Alexander Abt       | Rússia         | 8.0    | 6  | 5  |
| 6                 | Vincent Restencourt | França         | 9.0    | 4  | 7  |
| 7                 | Roman Serov         | Rússia         | 9.5    | 7  | 6  |
| 8                 | Trifun Zivanovic    | Estados Unidos | 12.0   | 8  | 8  |
| 9                 | Yamato Tamura       | Japão          | 14.0   | 10 | 9  |
| 10                | Silvio Smalun       | Alemanha       | 14.5   | 9  | 10 |
| 11                | André Kaden         | Alemanha       | 16.5   | 11 | 11 |

### Individual feminino
| Pos.              | Nome               | Nacionalidade  | Pontos | PC | PL |
| ----------------- | ------------------ | -------------- | ------ | -- | -- |
| Medalha de ouro   | Michelle Kwan      | Estados Unidos | 1.5    | 1  | 1  |
| Medalha de prata  | Sarah Hughes       | Estados Unidos | 3.0    | 2  | 2  |
| Medalha de bronze | Elena Sokolova     | Rússia         | 4.5    | 3  | 3  |
| 4                 | Viktoria Volchkova | Rússia         | 6.0    | 4  | 4  |
| 5                 | Angela Nikodinov   | Estados Unidos | 9.5    | 7  | 6  |
| 6                 | Michelle Currie    | Canadá         | 10.0   | 5  | 7  |
| 7                 | Sabina Wojtala     | Polônia        | 10.0   | 10 | 5  |
| 8                 | Sun Siyin          | China          | 12.0   | 6  | 9  |
| 9                 | Chisato Shiina     | Japão          | 12.5   | 9  | 8  |
| 10                | Caroline Gülke     | Alemanha       | 14.0   | 8  | 10 |
| 11                | Arisa Yamazak      | Japão          | 16.5   | 11 | 11 |

### Duplas
| Pos.              | Nome                                | Nacionalidade  | Pontos | PC | PL |
| ----------------- | ----------------------------------- | -------------- | ------ | -- | -- |
| Medalha de ouro   | Jamie Salé / David Pelletier        | Canadá         | 2.0    | 2  | 1  |
| Medalha de prata  | Shen Xue / Zhao Hongbo              | China          | 2.5    | 1  | 2  |
| Medalha de bronze | Tatiana Totmianina / Maxim Marinin  | Rússia         | 4.5    | 3  | 3  |
| 4                 | Kyoko Ina / John Zimmerman          | Estados Unidos | 6.5    | 5  | 4  |
| 5                 | Tiffany Scott / Philip Dulebohn     | Estados Unidos | 7.0    | 4  | 5  |
| 6                 | Jacinthe Larivière / Lenny Faustino | Canadá         | 9.0    | 6  | 6  |
| 7                 | Jessica Miller / Jeffrey Weiss      | Estados Unidos | 10.5   | 7  | 7  |
| WD                | Mariana Kautz / Norman Jeschke      | Alemanha       | —      | 8  | WD |

### Dança no gelo
| Pos.              | Nome                                    | Nacionalidade  | Pontos | DC | DO | DL< |
| ----------------- | --------------------------------------- | -------------- | ------ | -- | -- | --- |
| Medalha de ouro   | Barbara Fusar-Poli / Maurizio Margaglio | Itália         | 2.0    | 1  | 1  | 1   |
| Medalha de prata  | Margarita Drobiazko / Povilas Vanagas   | Lituânia       | 4.8    | 4  | 2  | 2   |
| Medalha de bronze | Shae-Lynn Bourne / Victor Kraatz        | Canadá         | 6.2    | 2  | 4  | 3   |
| 4                 | Galit Chait / Sergey Sakhnovsky         | Israel         | 7.8    | 5  | 3  | 4   |
| 5                 | Naomi Lang / Peter Tchernyshev          | Estados Unidos | 9.2    | 3  | 5  | 5   |
| 6                 | Beata Handra / Charles Sinek            | Estados Unidos | 13.0   | 7  | 7  | 6   |
| 7                 | Alia Ouabdelsselam / Benjamin Delmas    | França         | 14.0   | 6  | 6  | 8   |
| 8                 | Véronique Delobel / Olivier Chapuis     | França         | 15.0   | 8  | 8  | 7   |
| 9                 | Anastasia Grebenkina / Vitaly Novikov   | Rússia         | 18.0   | 9  | 9  | 9   |
| 10                | Nakako Tsuzuki / Rinat Farkhoutdinov    | Japão          | 20.0   | 10 | 10 | 10  |
| 11                | Nina Ulanova / Alexander Pavlov         | Rússia         | 22.0   | 11 | 11 | 11  |

## Quadro de medalhas
| Ordem | País           | Medalha de ouro | Medalha de prata | Medalha de bronze |    | Ordem por total |
| ----- | -------------- | --------------- | ---------------- | ----------------- | -- | --------------- |
| 1     | Estados Unidos | 2               | 1                | 1                 | 4  | 1               |
| 2     | Canadá         | 1               |                  | 1                 | 2  | 3               |
| 3     | Itália         | 1               |                  |                   | 1  | 4               |
| 4     | Rússia         |                 | 1                | 2                 | 3  | 2               |
| 5     | China          |                 | 1                |                   | 1  | 4               |
| 5     | Lituânia       |                 | 1                |                   | 1  | 4               |
| TOTAL | TOTAL          | 4               | 4                | 4                 | 12 | —               |